# آپر کلاید
آپر کلاید (انگلیسی: Upper Clyde) شرکت کشتی‌سازی اسکاتلندی است، که در سال ۱۹۶۸ تأسیس شد.